# Анджей Кубіца
Анджей Кубіца (пол. Andrzej Kubica; нар. 7 липня 1972, Бендзин) — польський футболіст, що грав на позиції нападника.

## Ігрова кар'єра
Розпочав займатись футболом у місцевих клубах Błękitni Sarnów та Sarmacja Będzin. У дорослому футболі дебютував 1991 року виступами за нижчолігову команду «Челядзь», але того ж року перейшов у «Заглемб'є» (Сосновець), у складі якого дебютував у Екстракласі.
Згодом з 1993 по 1995 рік грав у Австрії, провівши по одному сезону у Бундеслізі за віденські клуби «Рапід» та «Аустрію». У Другій половині 1995 року пограв на батьківщині за «Легію», після чого знову відправився за кордон, цього разу у Бельгію, де грав за клуби «Варегем» та «Стандард» (Льєж). Виступаючи у складі другого з них, здавався в оренду в «Ніццу», з якою виграв Кубок Франції у 1997 році, зігравши в тому числі і у переможному фіналі, де його клуб в серії пенальті переміг «Генгам».
1998 року приєднався до складу ізраїльського клубу «Маккабі» (Тель-Авів) і відіграв за тель-авівську команду наступні два сезони своєї ігрової кар'єри. Більшість часу, проведеного у складі тель-авівського «Маккабі», був основним гравцем атакувальної ланки команди і у сезоні 1998/99 з 21 м'ячем у 30 матчах став найкращим бомбардиром чемпіонату Ізраїлю.
З літа 2000 року виступав пів сезону за японський «Урава Ред Даймондс», а потім ще сезон за інший місцевий клуб «Ойта Трініта», після чого повернувся до Ізраїлю, де грав за «Ашдод», «Бейтар» (Єрусалим) та «Маккабі» (Тель-Авів), втім такої результативності як раніше не мав.
Навесні 2005 року він підписав контракт з «Гурником» (Ленчна), де грав до 2007 року, а після невдалої спроби підписати контракт з «Рухом» (Хожув), він закінчив свою професійну кар'єру, втім у сезоні 2009/10 він грав в аматорській команді Błękitni Sarnów, де і почав свою футбольну кар'єру.

## Досягнення
- Чемпіон Польщі: 1994/95
- Володар Кубка Франції: 1996/97
- Володар Кубка Тото: 1998/99
- Найкращий бомбардир чемпіонату Ізраїлю: 1998/99 (21 гол)